# Naoki Yamada
Naoki Yamada (山田 直輝 Yamada Naoki?,  Urawa (actualmente Saitama), Saitama, 4 de julio de 1990) es un futbolista japonés que juega como centrocampista en el FC Gifu de la J3 League.
Yamada fue elegido para integrar la selección nacional de Japón para la Copa Mundial de Fútbol Sub-17 de 2007. También disputó 2 partidos para su selección entre 2009 y 2010.

## Trayectoria

### Clubes
| Club                     | País  | Año       |
| ------------------------ | ----- | --------- |
| Urawa Red Diamonds       | Japón | 2008-2019 |
| Shonan Bellmare (cedido) | Japón | 2015-2017 |
| Shonan Bellmare (cedido) | Japón | 2019      |
| Shonan Bellmare          | Japón | 2020-2024 |
| FC Gifu                  | Japón | 2025-     |

### Selección nacional
| Selección | País  | Año       |
| --------- | ----- | --------- |
| Absoluta  | Japón | 2009-2010 |

## Estadística de equipo nacional
| Selección de Japón | Selección de Japón | Selección de Japón |
| Año                | Part.              | Goles              |
| ------------------ | ------------------ | ------------------ |
| 2009               | 1                  | 0                  |
| 2010               | 1                  | 0                  |
| Total              | 2                  | 0                  |